# Бруклін (Айова)
Бруклін (англ. Brooklyn) — місто (англ. city) в США, в окрузі Повешік штату Айова. Населення — 1502 особи (2020).

## Географія
Бруклін розташований за координатами 41°43′53″ пн. ш. 92°26′43″ зх. д. / 41.73139° пн. ш. 92.44528° зх. д. (41.731347, -92.445328).  За даними Бюро перепису населення США в 2010 році місто мало площу 3,20 км², уся площа — суходіл.

## Демографія
Згідно з переписом 2010 року, у місті мешкало 1468 осіб у 615 домогосподарствах у складі 370 родин. Густота населення становила 459 осіб/км².  Було 665 помешкань (208/км²).
Расовий склад населення:
| - 95,1 % — білих - 0,7 % — чорних або афроамериканців - 0,3 % — азіатів - 2,9 % — осіб інших рас |

До двох чи більше рас належало 1,0 %. Частка іспаномовних становила 4,0 % від усіх жителів.
За віковим діапазоном населення розподілялося таким чином: 26,3 % — особи молодші 18 років, 57,1 % — особи у віці 18—64 років, 16,6 % — особи у віці 65 років та старші. Медіана віку мешканця становила 36,2 року. На 100 осіб жіночої статі у місті припадало 86,3 чоловіків;  на 100 жінок у віці від 18 років та старших — 87,2 чоловіків також старших 18 років.
Середній дохід на одне домашнє господарство  становив 55 614 долари США (медіана — 47 284), а середній дохід на одну сім'ю — 61 753 долари (медіана — 54 250). Медіана доходів становила 38 750 доларів для чоловіків та 31 645 доларів для жінок. За межею бідності перебувало 10,4 % осіб, у тому числі 16,5 % дітей у віці до 18 років та 9,9 % осіб у віці 65 років та старших.
Цивільне працевлаштоване населення становило 728 осіб. Основні галузі зайнятості: виробництво — 26,6 %, освіта, охорона здоров'я та соціальна допомога — 19,8 %, будівництво — 13,5 %, роздрібна торгівля — 9,3 %.